# 耶律烏不呂
耶律烏不呂（?—?），字留隐。辽国軍人。契丹仲父房耶律释魯後裔，于越耶律洼庶孫。
耶律烏不呂有膂力，善于詩文。統和年間，攻打北宋，他被任以軍事。他和爻直不和，出言侮辱道「尔奴才，何所知」。爻直告知北院枢密使韩德让。韩德让問耶律烏不呂：「尔安得此奴」。耶律烏不呂回答「三父異籍时亦易得」。韩德让笑着放过了耶律烏不呂。後来在蕭恒德属下討蒲盧毛朶部，因功为東路統軍都监。韩德让为大丞相，韩德让向睿智太后萧绰推薦耶律烏不呂为統軍使。太后任命耶律烏不呂为統軍使，加金紫崇禄大夫、检校太尉之位。弟弟耶律國留获罪，耶律烏不呂和母亲都被下狱。耶律烏不呂害怕罪禍及母，派人召回耶律国留。耶律国留回来后被处死，耶律烏不呂回归乡里，病卒。其兄耶律學古，弟弟耶律國留、耶律資忠、耶律昭。